# Elegantly Wasted (canción)
«Elegantly Wasted» es el cuadragésimo primer disco sencillo del grupo australiano de rock INXS, el primero desprendido de su décimo álbum de estudio Elegantly Wasted, y fue publicado el 10 de marzo de 1997. La canción fue escrita por Michael Hutchence y Andrew Farriss en 1996. Se dice que la canción fue escrita después de que Michael Hutchence y Bono de U2 salieran por una "noche en la ciudad".
La canción se convirtió en el cuarto y último single número uno de la banda en Canadá, encabezando la lista de RPM Top Singles durante tres semanas en mayo y junio de 1997. En los Estados Unidos, la canción no figura en el Billboard Hot 100 debido a las reglas vigentes en ese momento con respecto a los lanzamientos comerciales, pero alcanzó el número 27 en la Billboard Radio Songs. La canción también alcanzó el puesto 20 en Reino Unido, el 48 en la Australia natal de la banda y alcanzó el top 40 en Islandia y Suiza.
Después de una discusión con Noel Gallagher de Oasis, Hutchence agregó algunas voces adicionales al coro, que el resto de la banda desconocía hasta meses después del lanzamiento del álbum. Al escucharlo, el coro puede oírse como "Estoy elegantemente perdido" o "Soy mejor que Oasis". Esto fue posterior a un altercado entre Hutchence y los hermanos Gallagher en los Brit Awards de 1996. Noel Gallagher recogió un premio de manos de Hutchence y comentó:, "Has-beens shouldn't be presenting awards to gonna-bes" (Los que pasaron de moda no deberían presentar a los nuevos)". También se supo que Liam y Hutchence tuvieron una pelea entre bastidores arrojándole un extintor de incendios a Liam luego de algunos comentarios despectivos que hizo sobre su entonces amante Paula Yates.
Las caras B del primer CD sencillo incluían el mayor éxito de INXS "Need You Tonight", una mezcla de 1995 de "Original Sin" de Chris & James y un remix de la pista del álbum "I'm Only Looking" de Full Moon, Dirty Hearts a cargo de David Morales. El segundo CD sencillo incluía tres remixes de "Elegantly Wasted" de los artistas de baile Shagsonic y G-Force.
El vídeo fue dirigido por el inglés Walter Stern, y fue filmado en diciembre de 1996, y muestra a la banda deambulando por una terminal del aeropuerto mientras los pasajeros que esperan comienzan a mirar e interactuar con la banda. Se construyó un pequeño set en Los Ángeles para parecerse a los interiores de un aeropuerto con extras que se traen para interpretar a los pasajeros.

## Formatos
Formatos del sencillo.
En Casete
| Casete. 1997 Mercury Records INXMC 28 |                                 |                                    |          |  |
| N.º                                   | Título                          | Escritor(es)                       | Duración |  |
| 1.                                    | «Elegantly Wasted» (Radio Edit) | Andrew Farriss y Michael Hutchence | 3:53     |  |
| 2.                                    | «Need You Tonight»              | Andrew Farriss y Michael Hutchence | 3:01     |  |

En CD
| CD 1997 Mercury Records WASTE 1 |                                 |                                    |          |  |
| N.º                             | Título                          | Escritor(es)                       | Duración |  |
| 1.                              | «Elegantly Wasted» (Radio Edit) | Andrew Farriss y Michael Hutchence | 3:53     |  |

| CD 1997 Mercury Records 574 292-2 |                                 |                                    |          |  |
| N.º                               | Título                          | Escritor(es)                       | Duración |  |
| 1.                                | «Elegantly Wasted» (Radio Edit) | Andrew Farriss y Michael Hutchence | 3:53     |  |
| 2.                                | «Need You Tonight»              | Andrew Farriss y Michael Hutchence | 3:01     |  |

| CD 1997 Mercury Records INXCD 28 574 309-2 PHCR-8396 |                                           |                                    |          |  |
| N.º                                                  | Título                                    | Escritor(es)                       | Duración |  |
| 1.                                                   | «Elegantly Wasted» (Radio Edit)           | Andrew Farriss y Michael Hutchence | 3:53     |  |
| 2.                                                   | «Need You Tonight»                        | Andrew Farriss y Michael Hutchence | 3:01     |  |
| 3.                                                   | «Original Sin» (Epic Adventure)           | Andrew Farriss y Michael Hutchence | 9:37     |  |
| 4.                                                   | «I'm Only Looking» (Morales Bad Yard Mix) | Andrew Farriss y Michael Hutchence | 8:17     |  |

| CD 1997 Mercury Records INXDD 28 574 293-2 . 1997 Polygram MAXCD 046 |                                              |                                    |          |  |
| N.º                                                                  | Título                                       | Escritor(es)                       | Duración |  |
| 1.                                                                   | «Elegantly Wasted» (Radio Edit)              | Andrew Farriss y Michael Hutchence | 3:53     |  |
| 2.                                                                   | «Elegantly Wasted» (Shagsonic Remix)         | Andrew Farriss y Michael Hutchence | 7:56     |  |
| 3.                                                                   | «Elegantly Wasted» (Shagsonic Dub)           | Andrew Farriss y Michael Hutchence | 8:25     |  |
| 4.                                                                   | «Elegantly Wasted» (G-Force And Seiji Remix) | Andrew Farriss y Michael Hutchence | 6:36     |  |